# 시오야촌 (이시카와현)
시오야촌(塩屋村)은 이시카와현 에누마군에 설치되었던 촌이다. 현재의 가가시에 해당한다.